# József Csuhay
József Csuhay (ur. 17 października 1957 w Egerze) – piłkarz węgierski grający na pozycji prawego lub środkowego obrońcy.

## Kariera klubowa
Karierę piłkarską Csuhay rozpoczął rodzinnym w Egerze. Grał w tamtejszych klubach H. Bem József SE i Eger SE. W 1980 roku został piłkarzem Videotonu Székesfehérvár i zadebiutował w jego barwach w pierwszej lidze węgierskiej. Przez lata był podstawowym zawodnikiem tego klubu. W 1985 roku wystąpił w przegranym 0:3 finale Pucharu UEFA z Realem Madryt. W barwach Videotonu rozegrał 171 meczów i strzelił 6 goli.
W 1986 roku Csuhay odszedł do Budapest Honvéd FC. Swój pierwszy sukces z tym klubem osiągnął w sezonie 1987/1988, gdy wywalczył mistrzostwo Węgier. Z kolei w 1989 roku sięgnął z Honvédem po dublet - mistrzostwo i Puchar Węgier. Karierę piłkarską zakończył w 1990 roku. W barwach Honvédu rozegrał 86 meczów i strzelił 3 gole.

## Kariera reprezentacyjna
W reprezentacji Węgier Csuhay zadebiutował 28 października 1983 roku w wygranym 1:0 spotkaniu eliminacji do Euro 84 z Danią. W 1982 roku na Mistrzostwach Świata w Hiszpanii był rezerwowym i nie rozegrał żadnego spotkania, podobnie jak na Mistrzostwach Świata w Meksyku w 1986 roku. Od 1983 do 1988 roku rozegrał w kadrze narodowej 11 meczów.